# Senhora da Hora
Senhora da Hora ist eine Stadt und ehemalige Gemeinde im Norden Portugals.
Senhora da Hora gehört zum Kreis Matosinhos im Distrikt Porto. Die Gemeinde hatte eine Fläche von 3,8 km² und 27.676 Einwohner (Stand 30. Juni 2011).
Der Ort wurde am 12. Juni 2009 zur Cidade (dt.: Stadt) erhoben.
Im Zuge der Gebietsreform in Portugal am 29. September 2013 wurde Senhora da Hora mit São Mamede de Infesta zur neuen Gemeinde São Mamede de Infesta e Senhora da Hora zusammengeschlossen. São Mamede de Infesta wurde Sitz der Gemeinde, die ehemalige Gemeindeverwaltung in Senhora da Hora blieb als Bürgerbüro weiter bestehen.